# Манданичи
Манданѝчи (на италиански: Mandanici; на сицилиански: Mannanici, Мананичи) е село и община в Южна Италия, провинция Месина, автономен регион и остров Сицилия. Разположено е на 417 m надморска височина. Населението на общината е 635 души (към 2011 г.).